# Kachigebylu, Hosanagara
Kachigebylu là một làng thuộc tehsil Hosanagara, huyện Shimoga, bang Karnataka, Ấn Độ.